# Hjelm (ö)

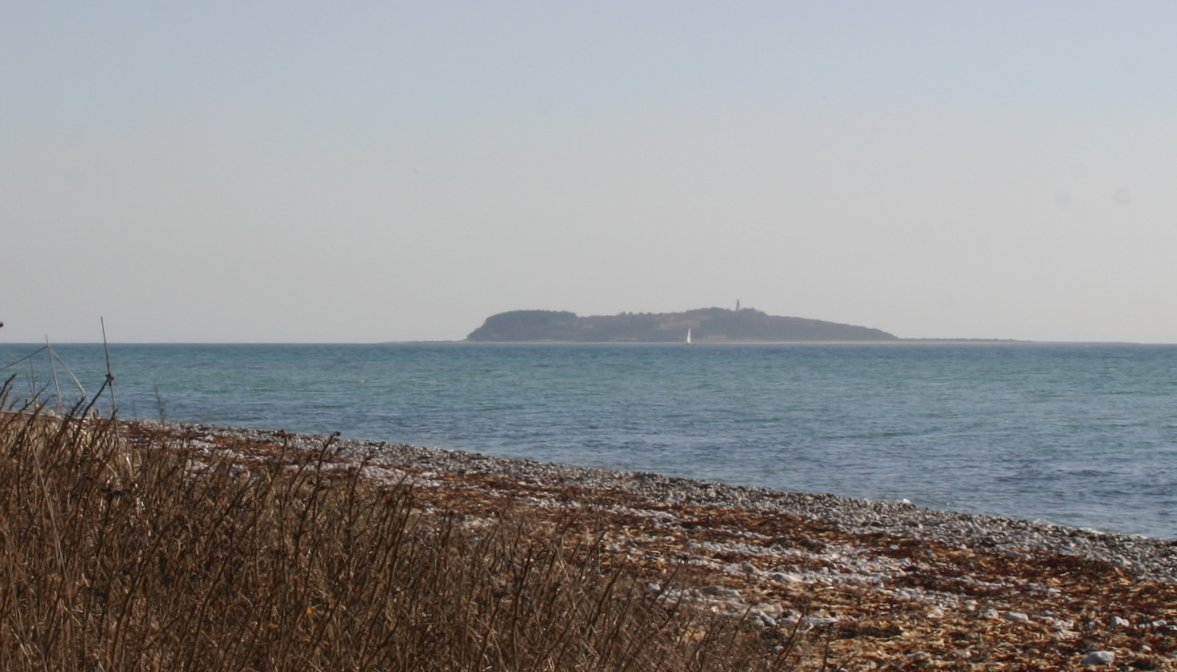
Hjelm sett från fastlandet

Hjelm är en liten obebodd dansk ö i Kattegatt, cirka en mil sydost om Ebeltoft (och knappt 2 mil öster om Århus).
- Areal: 0,62 km².
- Högsta punkt: Fyrbakken (45 meter över havet) med Hjelm Fyr.[1]

I början av 1900-talet bodde mellan 10 och 20 människor på Hjelm, som dock långsamt avfolkades efter andra världskriget.
Sedan slutet av 1960-talet har ön saknat fast befolkning.
Ön är mest känd som Marsk Stigs tillflyktsort efter danehoffet pingsten 1287, där han och åtta andra dömdes fredlösa för mordet på Erik Klipping.